# Mai 1807
Cette page présente les faits marquants du mois de mai 1807.

## Événements

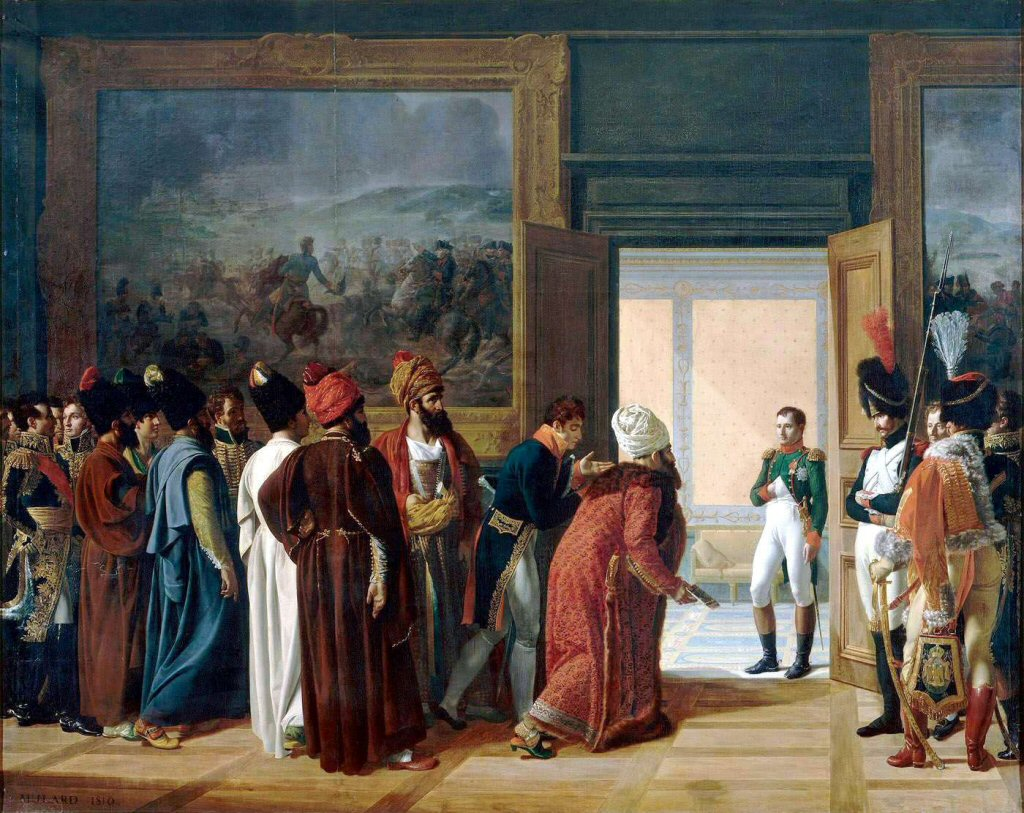
4 mai : traité de Finkenstein

- 4 mai : traité d’alliance franco-perse de Finckenstein[1]. Le chah envoie un représentant à Tilsit. Cette alliance, dirigée contre les Russes garantit au chah le soutien de Napoléon Ier dans son projet d’invasion du Khorasan, province indienne sous contrôle britannique.

- 24 mai : la Grande Armée prend Danzig[2].

- 29 mai : le sultan ottoman Sélim III est déposé par son cousin Mustafa IV, qui profite de la révolte des Janissaires, mécontents de la poursuite de la réforme de l’armée dans l'Empire ottoman, et voulant sauvegarder leurs privilèges[3]. Sélim III est emprisonné et Mustafa IV abandonne le programme de réformes (Nizam-i djedid) (fin de règne en 1808).

## Naissances
- 28 mai : Louis Agassiz (mort en 1873), zoologiste et géologue américano-suisse.

## Décès
- Jacques Devaux (né en 1766), homme politique français.